# Minthostachys mollis
Minthostachys mollis là một loài thực vật có hoa trong họ Hoa môi. Loài này được (Benth.) Griseb. mô tả khoa học đầu tiên năm 1874.

## Hình ảnh

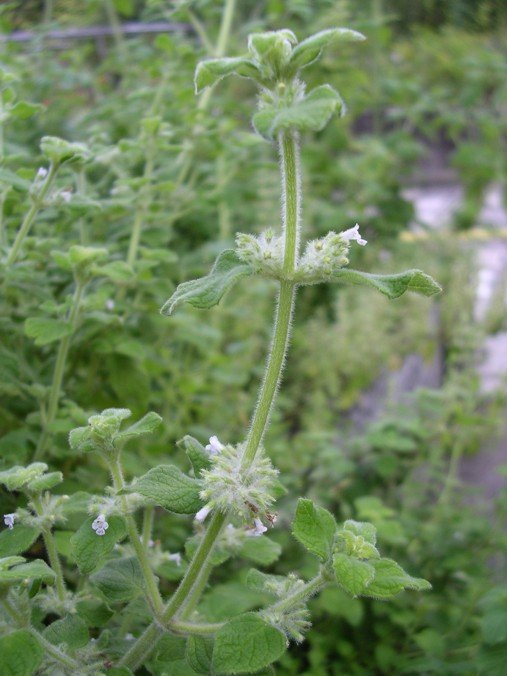